# Yurumates
Yurumates (ゆるめいつ?) è una serie manga yonkoma scritta ed illustrata da saxyun. La serie è stata adattata in due OVA ed in due serie televisive anime, Yurumates 3D e Yurumates 3D Plus, iniziate nel 2012.

## Trama
Yurume Aida è stata bocciata per l'ennesima volta agli esami di ammissione universitari, ma non si dà per vinta ed intende tentare di nuovo. Però per riuscirci decide di abbandonare il vecchio condominio in cui viveva e trovare una nuova sistemazione, convinta che la causa dei suoi continui fallimenti sia la cattiva influenza esercitata dai suoi vicini, tutti quanti respinti agli esami di ammissione universitari.

## Personaggi e doppiatori
Yurume Aida (相田 ゆるめ?, Aida Yurume)
Doppiata da Halko Momoi
La protagonista. Venuta dalla campagna sino a Tokyo per poter studiare, finisce in realtà per non passare gli esami d'ammissione all'università. Inoltre, l'influenza dei suoi vicini di casa la porta via via a trascorrere un'esistenza sempre più trasandata e caotica.
Kumi Tanaka (田中 くみ?, Tanaka Kumi)
Doppiata da Miyu Matsuki
Dotata di una personalità svampita e vaga, Kumi possiede in realtà una personalità dai forte tratti yandere, che si manifesta saltuariamente ai danni degli altri vicini.
Sae Kawano (川野 サエ?, Kawano Sae)
Doppiata da Natsuko Kuwatani
Vicina di stanza di Yurume.
Matsukichi (松吉?)
Doppiato da Satoshi Hino
Unico uomo del gruppo. Ama oziare nel tepore del kotatsu e la buona cucina. Inoltre, a causa di frequenti malintesi, finisce spesso arrestato dalla polizia quando coinvolto nei passatempi delle tre ragazze.
La sorella di Sae (サエの妹?, Sae no Imōto)
Doppiata da Ayana Taketatsu
Sorella minore di Sae. Nonostante sia solo una bambina delle elementari, il comportamento serio l'ha portata ad andare alla ricerca della sorella, che considera un'irresponsabile e incurante della famiglia.

## Media

### Manga
La serializzazione del manga yonkoma Yurumates dell'autore saxyun è iniziata sul numero di giugno 2005 della rivista Manga Club pubblicata dalla takeshobo. Al 2012 sono stati pubblicati tre volumi tankōbon della serie. Il primo è stato pubblicato il 6 luglio 2007, il secondo il 24 aprile 2009 ed il terzo il 24 giugno 2011.

### Original video animation
Sono stati prodotti due OAV ispirati al manga. Il primo, intitolato Yurumates è composto da dodici brevi episodi, pubblicati in un unico DVD il 24 aprile 2009, insieme al secondo volume tankōbon del manga. Il secondo OAV è intitolato Yurumates Ha? ed è un unico episodio di trentaquattro minuti pubblicato il 24 giugno 2011, insieme al terzo volume tankōbon del manga.

### Serie televisiva anime
Le trasmissioni dell'adattamento animato della, intitolato Yurumates 3D, sono iniziate in Giappone il 2 aprile 2012. La serie è realizzata dallo studio C2C e trasmessa da Sun TV e TV Kanagawa. Inoltre ogni episodio viene trasmesso in streaming anche dal sito Nico Nico Douga. Ogni episodio della serie dura circa tre minuti. Il 3 luglio 2012, la settimana successiva alla conclusione di Yurumates 3D, è iniziata una seconda serie intitolata Yurumates 3D Plus.

#### Episodi
| Nº                        | Titolo italiano (tradotto) Giapponese 「Kanji」 - Rōmaji                                               | In onda        | In onda |
| Nº                        | Titolo italiano (tradotto) Giapponese 「Kanji」 - Rōmaji                                               | Giapponese     |         |
| Yurumates 3D (12 episodi) | |                |         |
| 1                         | Yurume va a Tokyo 「ゆるめ上京する」 - Yurume jōkyō suru                                               | 2 aprile 2012  |         |
| 2                         | Image Chicken Race 「イメージ・チキンレース」 - Imēji chikin rēsu                                      | 9 aprile 2012  |         |
| 3                         | Bugie vere 「本当のウソ」 - Hontō no uso                                                               | 16 aprile 2012 |         |
| 4                         | Parliamo di Matsukichi 「フューチャリング松吉」 - Fūyūcharingu Matsukichi                              | 23 aprile 2012 |         |
| 5                         | Il festival Tanabata tra pioggia e sole 「雨天決行七夕大会」 - Uten kekkō Tanabata taikai              | 30 aprile 2012 |         |
| 6                         | Tagliare l'anguria 「スイカ割れ」 - Suika-ware                                                         | 7 maggio 2012  |         |
| 7                         | Il rischio del gelato 「アイス危機一髪」 - Aisu kikiippatsu                                            | 14 maggio 2012 |         |
| 8                         | L'agenzia meteorologica "Due opzioni" del Giappone 「二択気象庁」 - Ni-taku kishōchō                   | 21 maggio 2012 |         |
| 9                         | Il puzzle del ripiano del tavolo 「天板パズル」 - Tenban pazuru                                        | 28 maggio 2012 |         |
| 10                        | Come festeggiare il nuovo anno 「年末年始の過ごし方」 - Nenmatsunenshi no sugoshikata                  | 4 giugno 2012  |         |
| 11                        | Porte non aperte 「鍋のリグレットの巻」 - Nabe no riguretto no kan                                     | 11 giugno 2012 |         |
| 12                        | Preparativi per la festa della fioritura dei ciliegi 「終わるエンドレスの巻」 - Owa ru endoresu no kan | 18 giugno 2012 |         |
| OAV                       | 「すれ違いタイムマシンの巻」 - Sure chigai taimumashin no kan                                          | 25 giugno 2012 |         |

#### Colonna sonora
Sigla di apertura
- Tobidase!3D (とびだせ!3D?) cantata da Halko Momoi